# Новогруд (Підляське воєводство)
Ново́груд (пол. Nowogród) — місто в північно-східній Польщі, на річці Нарев.
Належить до Ломжинського повіту Підляського воєводства.

## Демографія
Демографічна структура станом на 31 березня 2011 року:
|          | Загалом | Допрацездатний вік | Працездатний вік | Постпрацездатний вік |
| -------- | ------- | ------------------ | ---------------- | -------------------- |
| Чоловіки | 1056    | 257                | 713              | 86                   |
| Жінки    | 1126    | 253                | 664              | 209                  |
| Разом    | 2182    | 510                | 1377             | 295                  |